# Apache Cocoon
Apache Cocoon, oftast endast kallad Cocoon, är ett publiceringssystem från Apache Software Foundation baserat på standarden XML och XSLT och är skapat med programmeringsspråket Java. 
Genom att förlita sig på XML får man en stor flexibilitet och tillåter snabb publicering i ett antal olika format som HTML, PDF, och WML. 